# Bataille de Banu Mustaliq
L'expédition de Banu Mustaliq se déroula en décembre 627AD, 8e(Sha'ban) mois de 6AH du calendrier Islamique,.
La tribu des Banu Mustaliq faisait partie des Ahâbich qui étaient alliés de Quraych depuis plusieurs siècles. Les Banu Mustaliq se rangèrent donc du côté de la Mecque après l'échec du complot des Khawâzin et mettaient sur pieds une troupe armée pour s'attaquer aux partisans de Mahomet. Ils habitaient entre Yathrib et la Mecque, près d'une source d'al Muraysî, près de Qudayd le long de la mer Rouge, et la nouvelle ne tarda pas à parvenir à Mahomet par la voie de commerçants. Mahomet organisa donc très rapidement une contre-offensive et partit à la rencontre des Banu Mustaliq. 
L’expédition fut une réussite, et 200 femmes furent emmenées en captivité, puis mises à dispositions des guerriers qui purent en disposer à leur convenance, avant qu'une rançon ne soit proposée à leurs familles. 200 chameaux et 5000 moutons et chèvres ainsi qu’une importante quantité de produits ménagers, furent obtenus comme butin. Les produits ménagers furent vendus aux enchères aux plus offrants.
1/5ème du butin revenant de droit au chef de l'expédition (le prophète de l'Islam)
Selon le Nectar Cacheté et la Sunni hadith collection Sunan Abu Dawud, un seul Musulman fut tué par erreur par un Aide. Selon le SAHIH BUKHARI 46/717 "les hommes combattants furent tués et les femmes et enfants pris comme captifs"
Juwayriya bint al-Harith, fille du chef de Banu al-Mustaliq faisait partie des captifs, et accepta d’épouser Mahomet en échange de la libération de 100 prisonniers qui se convertirent à l’islam, en guise de compensation,,.